# بادیگارد (فیلم ۱۹۹۲)
محافظ شخصی (به انگلیسی: The Bodyguard) فیلمی محصول سال ۱۹۹۲ به کارگردانی میک جکسون است. در این فیلم کوین کاستنر، ویتنی هیوستون، گری کمپ، بیل کوبس بازی کردند. موسیقی متن این فیلم پروفروش‌ترین آلبوم موسیقی متن است.

## خلاصه داستان
راشل مارن یک سوپر استار موسیقی ونامزد جایزه اسکار است که تهدید به مرگ شده‌است فرانک فارمر محافظ شخصی ویژه است که قبلاً محافظ شخصی رئیس‌جمهور آمریکا بوده‌است را برای محافظت از راشل استخدام می‌کنند.
اما فرانک در محافظت از راشل تردید دارد چون اوبه کنسرت‌های شلوغ و… می‌رود تا در نهایت در یک کنسرت فرانک جان راشل را نجات می‌دهد و همین قضیه باعث می‌شود راشل عاشق فرانک شود بعد از ادامه تهدیدها راشل متوجه جدی بودن تهدیدها می‌شود وادامه تور کنسرت‌های خود را لغو می‌کند پس فرانک آن‌ها را به محیطی دورتر انتتقال می‌دهد که خانه پدر فرانک است.
آنجا در دامنه کوهستان وجایی است که یک دریاچه دارد اما تهدیدکننده راشل آن‌ها را دنبال کرده ومتوجه محل جدید آن‌ها شده‌است وپدر فرانک درنبود او وظیفه نجات اهالی خانه را برعهده می‌گیرد.
ولی در حمله فرد سوقصدکننده نیکی کشته می‌شود چند روز بعد راشل برای دریافت جایزه اسکار نقش مکمل زن به محل مراسم می‌رود اما فرد سوقصدکننده بایک تفنگ که در یک دوربین پنهان شده‌است تصمیم دارد راشل را به قتل برساند اما فرانک متوجه موضوع می‌شود و برای نجات راشل جلوی او می‌پرد تا جان او را نجات دهد وفرانک مجروح می‌شود وفرد حمله‌کننده دستگیر می‌شود در نهایت فرانک پس از بهبودی در فرودگاه از راشل خداحافظی می‌کند وخود را آماده مأموریت بعدی می‌کند.

## بازیگران
- کوین کاستنر در نقش فرانک فارمر
- ویتنی هیوستون در نقش راشل مارون
- گری کمپ در نقش سی اسپکتور
- بیل کوبس در نقش بیل دوانی
- رالف ویت در نقش هارب فارمر
- توماس آرانا در نقش گرگ پورتمن
- دبی رینولدز در نقش دبی رینولدز
- ریچارد شیف در نقش اسکیپ توماس
- مایک استار در نقش تونی اسسیپل
- دون نیکسون در نقش فلچر مارون
- گری بامن در نقش ری کورت